# Họ Đàn hương
Họ Đàn hương (danh pháp khoa học: Santalaceae) là một họ thực vật hạt kín phân bố rộng khắp. Giống như các thành viên khác trong bộ Santalales, các loài trong họ này là ký sinh một phần trên các loài cây khác.
Hệ thống APG III năm 2009 (không thay đổi so với hệ thống APG II năm 2003 và hệ thống APG năm 1998) công nhận họ này và gán nó vào trong bộ Santalales của nhánh core eudicots. Tuy nhiên, định nghĩa của APG là rộng hơn rất nhiều so với các phân loại trước đó, gộp trong họ này cả các loài trước đây coi là thuộc các họ Eremolepidaceae và Viscaceae. Khi hiểu theo nghĩa của APG III thì nó bao gồm khoảng 44 chi với 990-1.021 loài. Tuy nhiên, như AP-Website đã chỉ ra là họ Santalaceae trong nghĩa rộng lại gộp tới 7 phân nhánh khác nhau rõ rệt, cho nên hoàn toàn có thể là họ Santalaceae sẽ bị tách ra và họ Viscaceae hiện tại là nhánh Visceae Horaninow của họ Santalaceae trong APG III.

## Các chi
- Họ Santalaceae nghĩa hẹp[2]: 11-12 chi và khoảng 61 loài. Họ này vẫn bao gồm cả họ Eremolepidaceae Tiegh. ex Kuijt. Dựa trên tông Santaleae Dumortier trong APG.
  - Antidaphne Poepp. & Endl. (bao gồm cả Basicarpus, Eremolepis, Ixidium, Stachyphyllum): 7 loài.
  - Colpoon Bergius (bao gồm cả Fusanus L.): 2 loài.
  - Elaphanthera N.Halle. Có thể nhập trong chi Exocarpos.
  - Eubrachion Hook. f: 2 loài.
  - Exocarpos Labill. (bao gồm cả Canopus, Exocarpus): 26 loài.
  - Lepidoceras Hook. f (bao gồm cả Myrtobium): 2 loài.
  - Myoschilos Ruiz & Pavon: 1 loài
  - Nestronia Rafinesque (bao gồm cả Darbya): 1 loài.
  - Omphacomeria (Endl.) A.DC.: 1 loài.
  - Osyris L. (bao gồm cả Fusanus L.[2]?): 2 loài ổ xỉ hay đàn hương, sa châm. Có ở Việt Nam.
  - Rhoiacarpos A.DC.: 1 loài.
  - Santalum L. (bao gồm cả Eucarya, Fusanus R. Br.): 16 loài đàn hương. Tại Việt Nam có 1 loài.
- Họ Comandraceae[3]: 2 chi, 2 loài. Là nhóm Comandra trong APG.
  - Comandra Nutt.: 1 loài.
  - Geocaulon Fernald: 1 loài.
- Họ Thesiaceae[4]: 5 chi, 348 loài. Là Thesieae Meisner trong APG.
  - Buckleya Torr. (bao gồm cả Quadrialata): 5 loài mễ diện ông.
  - Kunkeliella Stearn: 4 loài.
  - Osyridicarpos A.DC. (bao gồm cả Osyridocarpos): 1 loài.
  - Thesidium Sond.: 8 loài.
  - Thesium L. (bao gồm cả Austroamericium, Chrysothesium): Khoảng 330 loài bách nhị thảo. Tại Việt Nam có 1 loài (giả lõa tùng)
- Họ Cervantesiaceae[5]: 8 chi, 19 loài. Là nhóm Cervantesia trong APG.
  - Acanthosyris (Eichler) Griseb.: 3 loài.
  - Cervantesia Ruiz & Pavón: 4 loài.
  - Iodina (Hooker & Arnott ex Meisn.) (bao gồm cả Jodina): 1 loài.
  - Okoubaka Pellegr. & Normand: 2 loài.
  - Pilgerina Z. S. Rogers, Nickrent & Malécot: 1 loài.
  - Pyrularia Michaux (bao gồm cả Sphaerocarya): 1 loài đàn lê. Có ở Việt Nam
  - Scleropyrum Arn. (bao gồm cả Scleromelum): Khoảng 6 loài gạo sấm, cao khậm, cương lê, ngạch hạch. Tại Việt Nam có 1 loài.
  - Staufferia Z. S. Rogers, Nickrent & Malécot: 1 loài
- Họ Nanodeaceae[6]: 2 chi, 2 loài. Là nhóm Nanodea trong APG.
  - Mida A.Cunn. ex Endl.: 1 loài.
  - Nanodea Banks ex C.F.Gaertn.: 1 loài.
- Họ Amphorogynaceae[7]. Dựa trên tông Amphorogyneae Stearn trong APG. 9 chi, 68 loài.
  - Amphorogyne Stauffer & Hurl.: 3 loài.
  - Choretrum R.Br.: 6 loài.
  - Daenikera Hurl. & Stauffer: 1 loài.
  - Dendromyza Danser (bao gồm cả Cladomyza Danser): 21 loài
  - Dendrotrophe Miq. (bao gồm cả Henslowia): 4 loài dây cổ tay hay thượng mộc, hằng lộ, hen, tầm gửi dây, ký sinh đằng. Tại Việt Nam có 3 loài.
  - Dufrenoya Chatin: 11 loài du ren. Tại Việt Nam có 4 loài.
  - Leptomeria R. Br.: 17 loài.
  - Phacellaria Bentham: 4 loài lục đóa, trùng ký sinh. Tại Việt Nam có 3 loài.
  - Spirogardnera Stauffer: 1 loài
- Họ Viscaceae[8]: 7 chi, khoảng 521 loài. Là Visceae Horaninow trong APG.
  - Arceuthobium M.Bieb. (bao gồm cả Razoumofskia): 26 loài du sam ký sinh (tầm gửi du sam).
  - Dendrophthora Eichler (bao gồm cả Distichella): 68 loài.
  - Ginalloa Korth.: 5 loài thư loan. Tại Việt Nam có 1 loài.
  - Korthalsella Tiegh. (bao gồm cả Bifaria, Heterixia): Khoảng 30 loài cầu thăng, cốt tân, tầm gửi dẻ (lật ký sinh). Tại Việt Nam có 1 loài.
  - Notothixos Oliv.: 8 loài.
  - Phoradendron Nutt. (bao gồm cả Allobium, Spiciviscum): 234 loài.
  - Viscum L. (bao gồm cả Aspidixia): Khoảng 150 loài ghi hay hộc ký sinh (tầm gửi sồi). Tại Việt Nam có 8 loài.

## Chuyển đi
- Anthobolus R. Brown: 2 loài. Chuyển sang họ Opiliaceae.
- Arjona Cavanilles: Khoảng 10 loài. Chuyển sang họ Schoepfiaceae.
- Quinchamalium Molina: Khoảng 20 loài. Chuyển sang họ Schoepfiaceae.